# Kanton tuzlański
Kanton tuzlański – jeden z kantonów Federacji Bośni i Hercegowiny, która jest częścią Bośni i Hercegowiny. Stolica kantonu znajduje się w Tuzli.

## Położenie
Kanton tuzlański leży w północno-wschodniej części kraju.

## Podział administracyjny
- Miasto Gračanica
- Miasto Gradačac
- Miasto Srebrenik
- Miasto Tuzla
- Miasto Živinice
- Gmina Banovići
- Gmina Čelić
- Gmina Doboj Istok
- Gmina Kalesija
- Gmina Kladanj
- Gmina Lukavac
- Gmina Sapna
- Gmina Teočak

## Demografia

### 1991
- Boszniacy – 60%
- Serbowie – 28%
- Chorwaci – 9%

### 2002
- Boszniacy – 90%
- Chorwaci – ~5%